# Batalla de Hamburgo
La batalla de Hamburgo fue una de las últimas batallas de la Segunda Guerra Mundial, donde las tropas restantes del 1.º Ejército de Paracaidistas alemán lucharon contra el VIII Cuerpo británico por el control de Hamburgo, entre el 18 de abril y el 3 de mayo de 1945. Las tropas británicas se encontraron con una feroz resistencia dentro de la ciudad, ya que Hamburgo fue el último foco de resistencia en el norte. Una vez que los británicos capturaron la ciudad, continuaron su avance hacia el noreste, encerrando a las tropas restantes del 1.º Ejército de Paracaidistas y el Grupo de Ejércitos Noroeste en la península de Jutlandia.

## Antecedentes
Después de que los aliados occidentales cruzaran el río Rin, las tropas alemanas en el oeste comenzaron a desmoronarse. El Grupo de Ejércitos B, bajo el mando de Walter Model, fue la última defensa alemana efectiva en el oeste. Sin embargo, el Grupo de Ejércitos, que constaba de tres ejércitos, fueron rodeados y capturados por el 1º y el 9º Ejército americanos, terminando así la resistencia alemana efectiva en el oeste. Después de la derrota del Grupo de Ejércitos B, los alemanes apenas pudieron organizar la resistencia en algunas ciudades, no pudiendo comunicarse entre sí muy bien. Las tropas aliadas comenzaron un avance general en Alemania, con los estadounidenses presionando el centro y los británicos sosteniendo su flanco norte. El principal impulso británico provino del Segundo Ejército británico, bajo el mando del teniente general Miles C. Dempsey. El objetivo del ejército era avanzar por el norte de Alemania y avanzar hacia Berlín. Los británicos encontraron poca resistencia, en comparación con los estadounidenses más al sur, y avanzaron a un ritmo constante y rápido. El 1.º Ejército de Paracaidistas y el recientemente formado Grupo de Ejércitos Noroeste fueron las últimas fuerzas alemanas en el norte. Mientras los británicos continuaban avanzando, el alto mando alemán en Berlín, que estaba bajo asedio del Ejército Rojo soviético, se negó a enviar refuerzos. Los alemanes lograron resistir al ataque británicos en Bremen durante una semana; las tropas supervivientes se retiraron a la península de Jutlandia. La última defensa que quedaba era la ciudad de Hamburgo y los alemanes intentaron llegar a una posición final allí. Después de capturar a Soltau, la 7.ª División Blindada británica del VIII Cuerpo estaba lista para asaltar la ciudad.

## Batalla

### Movimientos preliminares
El avance británico hacia Hamburgo fue encabezado por la Séptima División Blindada, atacando Harburg y avanzando hacia el río Elba al otro lado de Hamburgo, con la 15.ª División de Infantería atacando Uelzen al sur de la ciudad. Elementos del XII Cuerpo atacaron Hamburgo desde el noroeste. En su camino a Harburg, la Séptima División capturó Welle y Tostedt el 18 de abril y avanzó a Hollenstedt al día siguiente. Para entonces, los alemanes habían construido defensas en Harburg a medida que los británicos se acercaban. El 20 de abril, la división capturó Daerstorf, a 12 kilómetros del oeste de la ciudad. Los Oficiales de Observación Avanzada de la (FOO, por sus siglas en inglés) de la Real Artillería Montada llegaron al Elba y comenzaron a dirigir el fuego de artillería sobre las tropas y los trenes al otro lado del río. El mismo día, la 131.ª Brigada de Infantería tomó Vahrendorf a 3 kilómetroa de Harburg. La División detuvo el avance a Hamburgo durante cinco días; estableció un perímetro y se preparó para su asalto a la ciudad. Sin embargo, el 26 de abril, el 12º Regimiento de las SS, apoyado por tropas de la Juventud Hitleriana, marineros y policías, contraatacaron en Vahrendorf. Fueron apoyados por cañones de 88 mm y obuses de 75 mm y llegaron al centro de la ciudad, pero tuvieron que retroceder una vez que llegaron los tanques británicos. La batalla continuó hasta el día siguiente, cuando los alemanes se retiraron a Harburg, dejando 60 muertos y perdiendo a 70 hombres como prisioneros.

### Entrando en la ciudad
El 28 de abril, los británicos comenzaron su asalto a la ciudad. El Quinto Real Regimiento de Tanques, la 9.ª Infantería Ligera de Durham y la 1.ª Brigada de Rifleros capturaron Jesteburg y Hittfeld, donde estaba la autopista. Sin embargo, los alemanes destruyeron partes de la autopista, frenando temporalmente el avance británico. Una vez que los británicos entraron a Hamburgo, se encontraron con una feroz resistencia, combatiendo casa por casa ya que los alemanes no se rendirían. Para entonces, las tropas del 1.º Ejército de Paracaidistas eran una mezcla de tropas de las SS, paracaidistas, Volkssturm, junto con soldados regulares de la Wehrmacht, apoyados por marineros, policías, bomberos y la Juventud Hitleriana. Mientras continuaba el avance por la ciudad, la resistencia alemana se volvió más feroz; estaban luchando desesperadamente por volver a cruzar la autopista hacia Hamburgo. Más tarde ese día, las primeras tropas británicas cruzaron el Elba hasta el mismo Hamburgo. Los cañones de 88 mm se extendieron por la ciudad, pero se volvieron ineficaces a medida que avanzaba la batalla. Muchas unidades alemanas, incluido un batallón de destructores de tanques, una unidad de las SS húngara y muchas tropas antitanques Panzerfaust todavía se encontraban en el bosque al sur de Hamburgo, ya que los británicos habían pasado por la zona y ahora la estaban despejando. La 53.ª División, apoyada por el Primer Regimiento Real de Tanques, asaltó los bosques y capturó todas las tropas alemanas restantes, un total de 2000 hombres. Mientras la batalla continuaba, las defensas alemanas comenzaron a desintegrarse. El 30 de abril, Hitler se suicidó en Berlín y el Gran Almirante Karl Dönitz, que comandaba las fuerzas en el norte, ordenó al general de la Luftwaffe Alwin Wolz que discutiera la posibilidad de entregar la ciudad a los británicos. Wolz, junto con una pequeña delegación alemana, llegó a la sede de la División el 2 de mayo y se entregó formalmente a Hamburgo el 3 de mayo. El mismo día, la 7.ª División entró en la devastada ciudad.

## Consecuencias
Hamburgo fue la última defensa restante de los alemanes en el norte. Después de la batalla, las tropas sobrevivientes del 1.º Ejército de Paracaidistas junto con el Grupo de Ejércitos Noroeste se retiraron a la Península de Jutlandia. La mayoría de ellos se retiró a Kiel, donde se encontraron con soldados del Grupo de Ejércitos Vístula, que huían de los soviéticos en el Frente Oriental. La Séptima División Blindada avanzó sin oposición a Lübeck, donde las noticias de la rendición alemana llegaron el 4 de mayo.

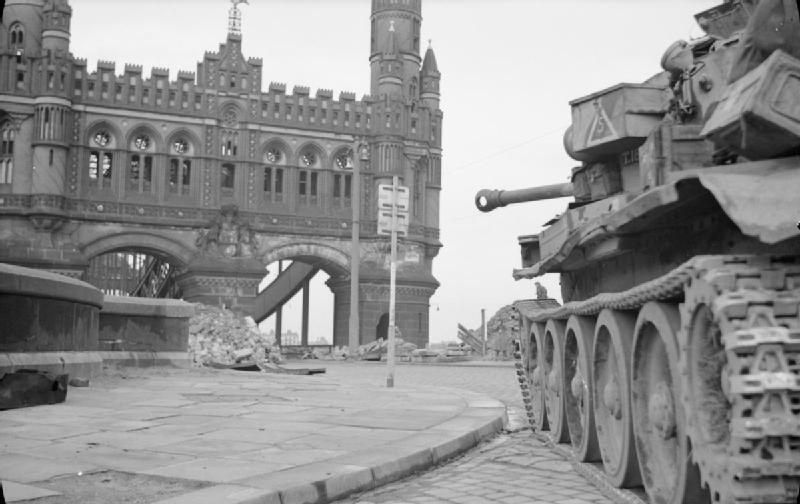
Mk VIII Cromwell
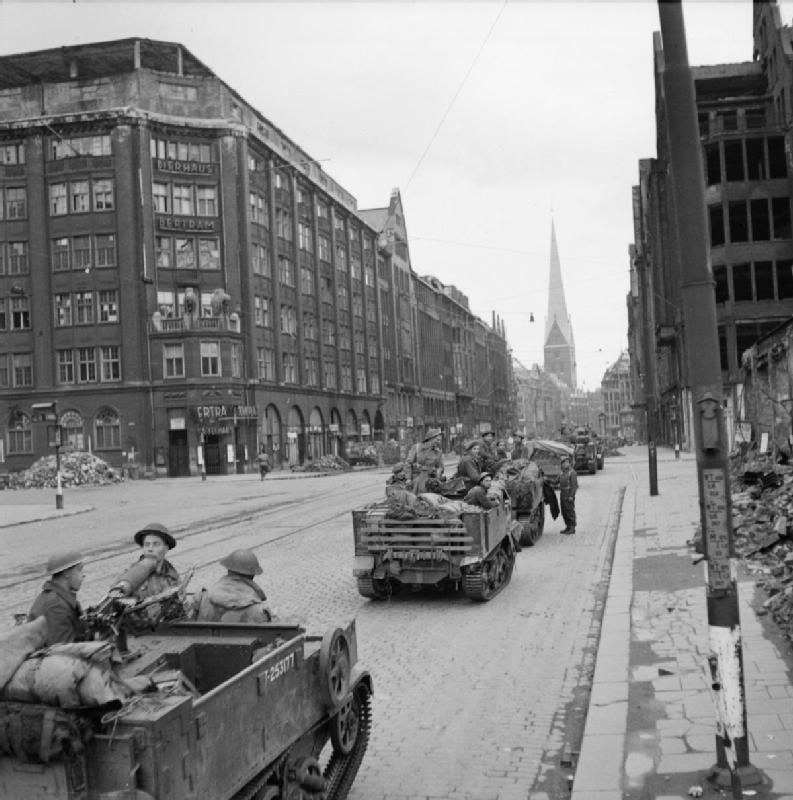
Portadores universales de 1/5 Regimiento de la Reina, Séptima División Blindada en Hamburgo
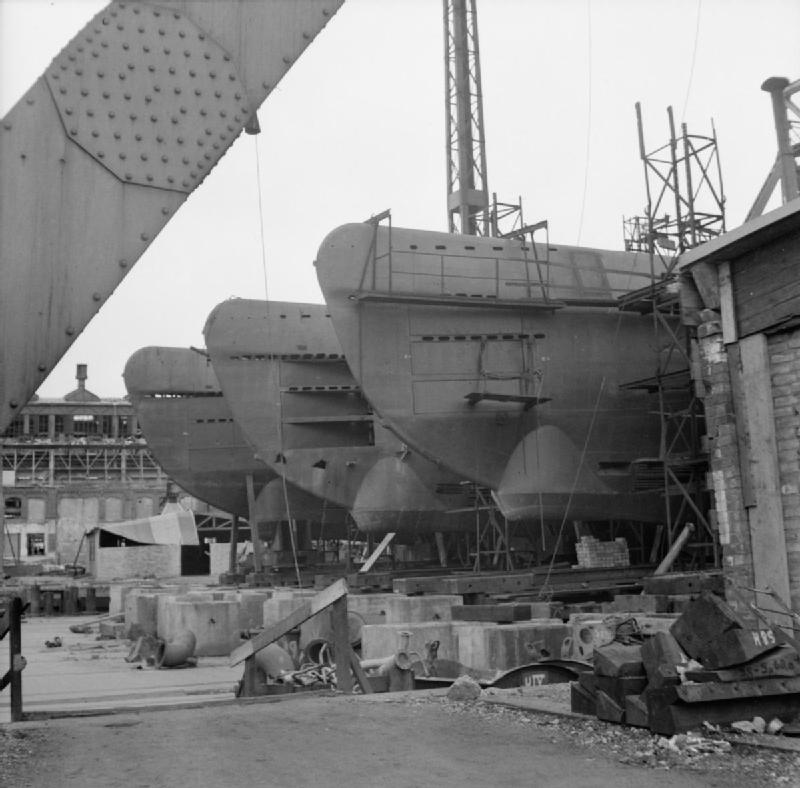
Submarinos alemanes incompletos abandonados en el astillero Blohm y Voss